# Naharlagun
Naharlagun (en hindi: नहार्लगुन ) es una localidad de la India en el distrito de Papum Pare, estado de Arunachal Pradesh.

## Geografía
Se encuentra a una altitud de 164 m s. n. m. a 5 km de la capital estatal, Itanagar, en la zona horaria UTC +5:30.

## Demografía
Según estimación 2010 contaba con una población de 44 420 habitantes.